# Prix Rosny aîné
Der Prix Rosny aîné ist ein französischer Science-Fiction-Literaturpreis, der seit 1980 jährlich bei der Convention nationale française de science-fiction, der nationalen  französischen Science-Fiction-Convention, in den Kategorien „Bester Roman“ und „Beste Novelle“ verliehen wird. Der Name des Preises bezieht sich auf J.-H. Rosny aîné, der als Begründer der französischen Science-Fiction gilt.
Der Preis wird für im jeweiligen Vorjahr erschienene Werke bzw. Werkausgaben vergeben. Dabei wird zunächst in einer jedermann zugänglichen Vorausscheidung eine Gruppe von Werken ermittelt, meist 5 in jeder Kategorie, aus denen dann die Teilnehmer der Convention den Sieger wählen. Bei gleicher Stimmenzahl kann der Preis auch mehrfach verliehen werden, wie inzwischen schon mehrfach geschehen.
Bis 2004 war die Trophäe eine von Martine Blond geschaffene Skulptur, seit 2004 ist sie ein Werk von Caza.
Die Bekanntgabe der Preisträger und die Verleihung findet am Ende der Convention statt.

## Preisträger

### Bester Roman
- 1980: Michel Jeury für Le Territoire humain
- 1981: Michel Jeury für Les Yeux géants
- 1982: Élisabeth Vonarburg für Le Silence de la cité
- 1983: Emmanuel Jouanne für Damiers imaginaires
- 1984: Jean-Pierre Hubert für Le Champ du rêveur
- 1985: Emmanuel Jouanne für Ici-bas
- 1986: Jean-Pierre Hubert für Ombromanies
- 1987: Francis Berthelot für La Ville au fond de l’œil
- 1988: Joëlle Wintrebert für Les Olympiades truquées und Roland C. Wagner für Le Serpent d’angoisse
- 1989: Roland C. Wagner für Poupée aux yeux morts
- 1990: Yves Frémion für L’Hétéradelphe de Gane
- 1991: Pierre Stolze für Cent mille images
- 1992: Jean-Claude Dunyach für Étoiles mortes (Aigue Marine/Nivôse)
- 1993: Alain Le Bussy für Deltas
- 1994: Richard Canal für Ombres blanches
- 1995: Richard Canal für Aube noire
- 1996: Maurice G. Dantec für Les Racines du mal
- 1997: Serge Lehman für F.A.U.S.T.
- 1998: Roland C. Wagner für L’Odyssée de l’espèce
- 1999: Jean-Marc Ligny für Jihad
- 2000: Michel Pagel für L’Équilibre des paradoxes
- 2001: Johan Heliot für La Lune seule le sait
- 2002: Laurent Genefort für Omale
- 2003: Joëlle Wintrebert für Pollen
- 2004: Roland C. Wagner für La Saison de la Sorcière
- 2005: Xavier Mauméjean für La Vénus anatomique
- 2006: Catherine Dufour für Le Goût de l’immortalité
- 2007: Jean-Marc Ligny für Aqua™
- 2008: Élise Fontenaille für Unica
- 2009: Xavier Mauméjean für Lilliputia
- 2010: Ugo Bellagamba für Tancrède, une uchronie
- 2011: Laurent Whale für Les Pilleurs d’âmes
- 2012: Roland C. Wagner für Rêves de gloire
- 2013: Laurent Genefort für Points chauds
- 2014: Ayerdhal für Rainbow Warriors und L. L. Kloetzer für Anamnèse de Lady Star
- 2015: Ayerdhal für Bastards
- 2016: Laurent Genefort für Lum’en
- 2017: François Rouiller für Métaquine®
- 2018: Sabrina Calvo für Toxoplasma
- 2019: Estelle Faye für Les Nuages de Magellan
- 2020: Christian Léourier für Helstrid
- 2021: Émilie Querbalec für Quitter les monts d'automne

### Beste Novelle
- 1980: Joëlle Wintrebert für La Créode
- 1981: Jacques Boireau für Chronique de la vallée und Serge Brussolo für Subway, éléments pour une mythologie du métro
- 1982: Christine Renard für La Nuit des albiens
- 1983: Roland C. Wagner für Faire-part
- 1984: Lionel Évrard für Le Clavier incendié
- 1985: Jean-Pierre Hubert für Pleine peau
- 1986: Sylvie Lainé für Le Chemin de la rencontre
- 1987: Gérard Klein für Mémoire morte
- 1988: Jean-Pierre Hubert für Roulette mousse
- 1989: Francis Valéry für Bumpie(TM)
- 1990: Francis Valéry für Les voyageurs sans mémoire
- 1991: Raymond Milési für Extra-muros
- 1992: Jean-Claude Dunyach für L’Autre Côté de l’eau
- 1993: Wildy Petoud für Accident d’amour
- 1994: Raymond Milési für L’heure du monstre
- 1995: Serge Lehman für Dans l’abîme
- 1996: Serge Delsemme für Voyage organisé
- 1997: Roland C. Wagner für H.P.L. (1890-1991)
- 1998: Jean-Claude Dunyach für Déchiffrer la trame
- 1999: Jean-Jacques Nguyen für L’Amour au temps du silicium
- 2000: Sylvie Denis für Dedans, dehors
- 2001: Claude Ecken für La Fin du big bang
- 2002: Raymond Milési für Le Sommeil de la libellule
- 2003: Jean-Jacques Girardot für Gris et amer 1 : Les Visiteurs de l’éclipse und Sylvie Lainé für Un signe de Setty
- 2004: Claude Ecken für Fragments lumineux du disque d’accrétion
- 2005: Ugo Bellagamba für Chimères
- 2006: Sylvie Lainé für Les Yeux d’Elsa
- 2007: Serge Lehman für Origami
- 2008: Jean-Claude Dunyach für Repli sur soie
- 2009: Jeanne-A Debats für La Vieille Anglaise et le continent
- 2010: Jérôme Noirez für Terre de fraye
- 2011: Timothée Rey für Suivre à travers le bleu cet éclair puis cette ombre
- 2012: Ugo Bellagamba für Journal d’un poliorcète repenti
- 2013: Ayerdhal für RCW und Thomas Geha für Les Tiges
- 2014: Christian Léourier für Le Réveil des hommes blancs
- 2015: Sylvie Lainé für L’Opéra de Shaya
- 2016: Laurent Genefort für Ethfrag
- 2017: Estelle Faye für Les Anges tièdes
- 2018: Loïc Henry für Vert céladon
- 2019: Stéphane Croenne für Ne signe pas ça, Chloé !
- 2020: Audrey Pleynet für Quelques gouttes de thé
- 2021: Estelle Faye für Conte de la pluie qui n'est pas venue

## Prix Cyrano
Seit 2004 wird außerdem der Prix Cyrano an Persönlichkeiten der Science-Fiction für ihr Lebenswerk verliehen. Der Name des Preises bezieht sich auf Cyrano de Bergerac, der mit seinen zwei fantastischen Romanen über Reisen zu Mond- und Sonnenbewohnern ein Vorläufer der Science-Fiction ist.
- 2004: Robert Sheckley
- 2005: Paul-Jean Hérault
- 2006: Jean-Pierre Fontana
- 2007: Élisabeth Vonarburg
- 2008: Michel Jeury
- 2009: André Ruellan
- 2010: (nicht vergeben)
- 2011: Ayerdhal
- 2012: Philippe Curval
- 2013: Georges Pierru
- 2014: Arthur B. Evans
- 2015: Caza
- 2016: Pierre Bordage
- 2017: Joëlle Wintrebert
- 2018: Raymond Milési
- 2019: Danielle Martinigol
- 2020: Jean-Daniel Brèque
- 2021: Claude Ecken

## Prix Rosny aîné von 1954
Namensgleich mit dem Prix Rosny aîné ist ein kurzlebiger, nur einmal 1954 vergebener Preis. Es handelt sich um einen von dem Pariser Verlag Métal vergebenen Preis. Einziger Preisträger war Charles Henneberg für seinen Roman La Naissance des dieux.